# Piper PA-34 Seneca
Piper PA-34 Seneca — американский лёгкий самолёт общего назначения. Серийно производится компанией Piper Aircraft c 1971 года; по состоянию на 2012 год — выпуск продолжается. Выпускался также по лицензии — предприятиями Chincul, Embraer, PZL и др. Число выпущенных самолётов этой модели (с учетом всех модификаций и лицензионной постройки) превышает 5000.

## Разработка. Конструкция самолёта
Модель Seneca была разработана как двухдвигательный вариант самолёта Piper Cherokee Six, который и был взят за основу. Самолёт представляет собой цельнометаллический моноплан нормальной аэродинамической схемы.

## Модификации
PA-34-200 Seneca I (с 1971)
PA-34-200T Seneca II (с 1974)
PA-34-220T Seneca III (с 1980)
PA-34-220T Seneca IV (с 1994)
PA-34-220T Seneca V (с 1998)
Embraer EMB-810 Seneca — С 1975 года Seneca строилась по лицензии в Бразилии компанией Embraer под названием EMB-810. PA-34-200T был произведен как EMB-810C Seneca (452 экземпляра) и PA-34-220T как EMB-810D (228 экземпляров).

## Эксплуатация
Самолёт в основном используют чартерные авиакомпании, частные лица и компании. Среди военных операторов — ВВС Бразилии, ВВС Эквадора, ВВС Гондураса, ВВС Сербии, Вооружённые силы Панамы.

## Лётно-технические характеристики
- Экипаж: 1 чел.
- Пассажировместимость: 5-6 чел.
- Длина: 8,72 м
- Размах крыла: 11,86 м
- Высота 3,02 м
- Площадь крыла: 19.39 м²
- Вес пустого: 1457 кг
- Максимальный взлетный вес: 2155 кг
- Силовая установка: 2 × ПД Continental TSIO-360RB или LTSIO-360RB (6-цилиндровый горизонтально оппозитный воздушного охлаждения, мощность 220 л.с)
- Максимальная скорость: 378 км/ч на высоте 7200 м
- Крейсерская скорость: 348 км/ч
- Дальность (экономическая): до 1611 км
- Практический потолок: 7,620 м